# Кемп (округ, Техас)
Шаблон:StateAbbr_ 32°58′ пн. ш. 94°59′ зх. д. / 32.97° пн. ш. 94.98° зх. д.
Округ  Кемп (англ. Camp County) — округ (графство) у штаті  Техас, США. Ідентифікатор округу 48063.

## Історія
Округ утворений 1874 року.

## Демографія
За даними перепису 2000 року загальне населення округу становило 11549 осіб, зокрема міського населення було 4563, а сільського — 6986. Серед мешканців округу чоловіків було 5663, а жінок — 5886. В окрузі було 4336 домогосподарств, 3158 родин, які мешкали в 5228 будинках. Середній розмір родини становив 3,09.
Віковий розподіл населення поданий у таблиці:
| Стать    | До 15 років | 15-21 | 22-29 | 30-39 | 40-49 | 50-65 | 65-85 | Понад 85 |
| -------- | ----------- | ----- | ----- | ----- | ----- | ----- | ----- | -------- |
| Чоловіки | 1342        | 593   | 530   | 748   | 746   | 914   | 724   | 66       |
| Жінки    | 1263        | 493   | 561   | 746   | 758   | 975   | 918   | 172      |

## Суміжні округи
- Тайтус — північ
- Морріс — схід
- Апшер — південь
- Вуд — південний захід
- Франклін — захід

## Виноски
1. ↑  https://web.archive.org/web/20180216143221/http://publications.newberry.org/ahcbp/documents/TX_Individual_County_Chronologies.htm
2. ↑  U.S. Decennial Census. United States Census Bureau. Архів оригіналу за 26 квітня 2015. Процитовано 20 квітня 2015.
3. ↑  Texas Almanac: Population History of Counties from 1850–2010 (PDF). Texas Almanac. Архів оригіналу (PDF) за 26 лютого 2015. Процитовано 20 квітня 2015.
4. ↑  State & County QuickFacts. United States Census Bureau. Архів оригіналу за 5 вересня 2015. Процитовано 9 грудня 2013.(англ.) Наведено за англійською вікіпедією.
5. ↑  American FactFinder. Бюро перепису населення США. Архів оригіналу за 29 липня 2011. Процитовано 31 січня 2008.

| США | Це незавершена стаття з географії США. Ви можете допомогти проєкту, виправивши або дописавши її. |